# Éric Lartigau

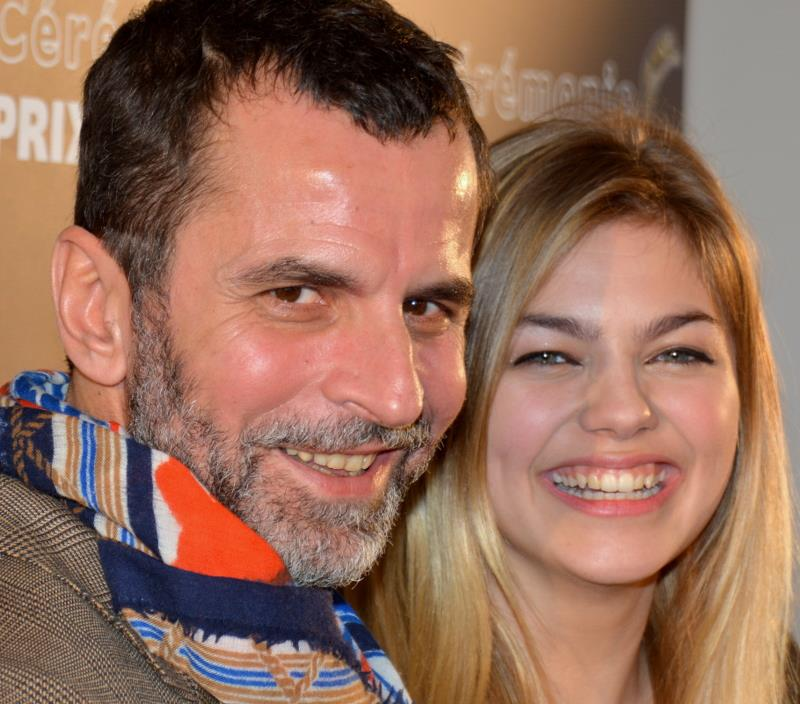
Éric Lartigau mit Louane Emera 2015

Éric Lartigau (* 1964 in Paris) ist ein französischer Regisseur.

## Leben
Lartigau arbeitete zunächst in einem Auktionshaus und wurde in den 1980er-Jahren Chauffeur von Regisseur Pascal Thomas. Für Thomas arbeitete er schließlich auch als Regieassistent, so unter anderem im Film Les maris, les femmes, les amants (1989), in dem er auch eine Nebenrolle übernahm. Auch für die Regisseure Emir Kusturica, Édouard Molinaro und Diane Kurys war Lartigau als Regieassistent tätig.
Lartigau begann, als Regisseur für Werbespots zu arbeiten und realisierte Arbeiten für das Fernsehen, darunter die Serien Les Guignols de l’info (1988) und H (2000–2001). Sein erster Langfilm als Regisseur wurde 2003 die Kriminalkomödie Mais qui a tué Pamela Rose? mit Kad Merad und Olivier Baroux, die er auch in seiner folgenden Komödie (Welt) All inklusive in den Hauptrollen besetzte. Seine 2006 erschienene Komödie Prête-moi ta main mit Alain Chabat und Charlotte Gainsbourg erhielt drei César-Nominierungen in Darstellerkategorien. Sein erstes Filmdrama wurde 2010 Nachtblende um einen Fotografen, der zum Mörder wird, die Identität eines anderen Mannes annimmt und untertaucht. Lartigau führte nicht nur Regie, sondern schrieb mit Laurent de Bartillat auch das Drehbuch. Beide erhielten 2011 eine César-Nominierung in der Kategorie Bestes adaptiertes Drehbuch. Eine zweite César-Nominierung, diesmal in der Kategorie Bester Film, folgte 2015 für die im Vorjahr erschienene Filmkomödie Verstehen Sie die Béliers?, die mit über fünf Millionen Zuschauern zudem ein großer Publikumserfolg wurde.
Lartigau ist mit Marina Foïs liiert. Der Beziehung entstammen zwei Söhne.

## Filmografie
- 1988: Les Guignols de l’info (TV-Serie)
- 2000–2001: H (TV-Serie)
- 2002: Making of (TV-Serie)
- 2002: La famille Guérin (TV-Serie)
- 2003: Mais qui a tué Pamela Rose?
- 2006: (Welt) All inklusive (Un ticket pour l’espace)
- 2006: Prête-moi ta main
- 2010: Nachtblende (L’homme qui voulait vivre sa vie)
- 2012: Männer und die Frauen (Les infidèles)
- 2014: Verstehen Sie die Béliers? (La famille Bélier)
- 2020: Bon Voyage – Ein Franzose in Korea (#Jesuislà)
- 2022: Dieser eine Sommer (Cet été là)

## Auszeichnungen
- 2011: César-Nominierung, Bestes adaptiertes Drehbuch, für Nachtblende
- 2015: César-Nominierung, Bester Film, für Verstehen Sie die Béliers?